# Course en ligne masculine de cyclisme sur route aux Jeux olympiques d'été de 1996
Navigation
Barcelone 1992 Sydney 2000
La course en ligne masculine de cyclisme sur route, épreuve de cyclisme des Jeux olympiques d'été de 1996, a lieu le 31 juillet 1996 dans les rues d'Atlanta. La course s'est déroulée sur 221,85 km.

## Résultats
| Rang                                | Cycliste                 | Pays               | Temps           |
| ----------------------------------- | ------------------------ | ------------------ | --------------- |
| Médaille d'or, Jeux olympiques      | Pascal Richard           | Suisse             | 4 h 53 min 56 s |
| Médaille d'argent, Jeux olympiques  | Rolf Sørensen            | Danemark           | —               |
| Médaille de bronze, Jeux olympiques | Maximilian Sciandri      | Grande-Bretagne    | + 0 min 02 s    |
| 4.                                  | Frankie Andreu           | États-Unis         | + 1 min 14 s    |
| 5.                                  | Richard Virenque         | France             | —               |
| 6.                                  | Melchior Mauri           | Espagne            | + 1 min 15 s    |
| 7.                                  | Fabio Baldato            | Italie             | + 1 min 28 s    |
| 8.                                  | Michele Bartoli          | Italie             | —               |
| 9.                                  | Zbigniew Spruch          | Pologne            | —               |
| 10.                                 | Johan Museeuw            | Belgique           | —               |
| 11.                                 | Jesper Skibby            | Danemark           | —               |
| 12.                                 | Lance Armstrong          | États-Unis         | —               |
| 13.                                 | Dimitri Konyshev         | Russie             | + 2 min 29 s    |
| 14.                                 | Sergueï Outschakov       | Ukraine            | —               |
| 15.                                 | Wilfried Peeters         | Belgique           | + 2 min 32 s    |
| 16.                                 | Olaf Ludwig              | Allemagne          | + 2 min 36 s    |
| 17.                                 | Laurent Brochard         | France             | + 2 min 37 s    |
| 18.                                 | Arvis Piziks             | Lettonie           | —               |
| 19.                                 | Neil Stephens            | Australie          | + 2 min 38 s    |
| 20.                                 | Erik Zabel               | Allemagne          | + 2 min 47 s    |
| 21.                                 | Laurent Jalabert         | France             | —               |
| 22.                                 | Kaspars Ozers            | Lettonie           | —               |
| 23.                                 | Robbie McEwen            | Australie          | + 2 min 48 s    |
| 24.                                 | Jaan Kirsipuu            | Estonie            | —               |
| 25.                                 | Frank Vandenbroucke      | Belgique           | —               |
| 26.                                 | Miguel Indurain          | Espagne            | —               |
| 27.                                 | Vassili Davidenko        | Russie             | —               |
| 28.                                 | Rolf Aldag               | Allemagne          | —               |
| 29.                                 | Andrei Kivilev           | Kazakhstan         | —               |
| 30.                                 | Ján Svorada              | République tchèque | —               |
| 31.                                 | Juris Silovs             | Lettonie           | —               |
| 32.                                 | Francesco Casagrande     | Italie             | —               |
| 33.                                 | Andreï Tchmil            | Ukraine            | —               |
| 34.                                 | Michel Lafis             | Suède              | —               |
| 35.                                 | Glenn Magnusson          | Suède              | + 2 min 49 s    |
| 36.                                 | Lauri Aus                | Estonie            | —               |
| 37.                                 | Maurizio Fondriest       | Italie             | —               |
| 38.                                 | Erik Dekker              | Pays-Bas           | —               |
| 39.                                 | Orlando Rodrigues        | Portugal           | —               |
| 40.                                 | Brian Holm Sørensen      | Danemark           | —               |
| 41.                                 | Steve Bauer              | Canada             | —               |
| 42.                                 | Lars Michaelsen          | Danemark           | —               |
| 43.                                 | Oleg Pankov              | Ukraine            | —               |
| 44.                                 | Werner Riebenbauer       | Autriche           | —               |
| 45.                                 | Erik Breukink            | Pays-Bas           | —               |
| 46.                                 | Harald Morscher          | Autriche           | —               |
| 47.                                 | Ruber Marín              | Colombie           | —               |
| 48.                                 | Pedro Lópes              | Portugal           | —               |
| 49.                                 | Andres Lauk              | Estonie            | + 2 min 50 s    |
| 50.                                 | Slawomir Chrzanowski     | Pologne            | —               |
| 51.                                 | Pavel Tonkov             | Russie             | —               |
| 52.                                 | Beat Zberg               | Suisse             | —               |
| 53.                                 | Alexandre Vinokourov     | Kazakhstan         | —               |
| 54.                                 | Peter Wrolich            | Autriche           | —               |
| 55.                                 | Markus Andersson         | Suède              | —               |
| 56.                                 | Aart Vierhouten          | Pays-Bas           | —               |
| 57.                                 | Joona Laukka             | Finlande           | —               |
| 58.                                 | Piotr Ugrumov            | Russie             | —               |
| 59.                                 | Milan Dvorščík           | Slovaquie          | —               |
| 60.                                 | Johan Bruyneel           | Belgique           | + 2 min 51 s    |
| 61.                                 | Douglas Ryder            | Afrique du Sud     | —               |
| 62.                                 | Georg Totschnig          | Autriche           | —               |
| 63.                                 | Kari Myyryläinen         | Finlande           | —               |
| 64.                                 | Michael Barry            | Canada             | —               |
| 65.                                 | Damian McDonald          | Australie          | —               |
| 66.                                 | Richard Reid             | Nouvelle-Zélande   | —               |
| 67.                                 | Abraham Olano            | Espagne            | + 2 min 52 s    |
| 68.                                 | Ján Valach               | Slovaquie          | —               |
| 69.                                 | Pavel Kavetsky           | Biélorussie        | —               |
| 70.                                 | Robert Pintaric          | Slovénie           | —               |
| 71.                                 | Eduardo Graciano         | Mexique            | + 2 min 53 s    |
| 72.                                 | David McCann             | Irlande            | —               |
| 73.                                 | Vyaceslav Oriol          | Moldavie           | —               |
| 74.                                 | Gregory Randolph         | États-Unis         | —               |
| 75.                                 | Gordon Fraser            | Canada             | —               |
| 76.                                 | George Hincapie          | États-Unis         | —               |
| 77.                                 | Manuel Fernández         | Espagne            | —               |
| 78.                                 | Nuno Marta               | Portugal           | —               |
| 79.                                 | Malcolm Elliott          | Grande-Bretagne    | —               |
| 80.                                 | Eric Wohlberg            | Canada             | + 2 min 54 s    |
| 81.                                 | Peter Luttenberger       | Autriche           | —               |
| 82.                                 | Mario Cipollini          | Italie             | —               |
| 83.                                 | Didier Rous              | France             | —               |
| 84.                                 | Javier Zapata            | Colombie           | —               |
| 85.                                 | Alexandr Shefer          | Kazakhstan         | —               |
| 86.                                 | Óscar Giraldo            | Colombie           | —               |
| 87.                                 | Bjarne Riis              | Danemark           | + 2 min 55 s    |
| 88.                                 | Jacques Landry           | Canada             | —               |
| 89.                                 | Andrei Teteriouk         | Kazakhstan         | —               |
| 90.                                 | Eduardo Uribe            | Mexique            | —               |
| 91.                                 | Mauro Ribeiro            | Brésil             | —               |
| 92.                                 | Dainis Ozols             | Lettonie           | —               |
| 93.                                 | Steve Hegg               | États-Unis         | —               |
| 94.                                 | Tomasz Brożyna           | Pologne            | + 2 min 56 s    |
| 95.                                 | Remigius Lupeikis        | Lituanie           | —               |
| 96.                                 | Raido Kodanipork         | Estonie            | —               |
| 97.                                 | Blayne Wikner            | Afrique du Sud     | —               |
| 98.                                 | Stephen Hodge            | Australie          | + 2 min 57 s    |
| 99.                                 | John Tanner              | Grande-Bretagne    | —               |
| 100.                                | Djamolidine Abdoujaparov | Ouzbékistan        | —               |
| 101.                                | Marino Alonso            | Espagne            | —               |
| 102.                                | Patrick Jonker           | Australie          | —               |
| 103.                                | Evgueni Berzin           | Russie             | —               |
| 104.                                | Alex Zülle               | Suisse             | + 2 min 58 s    |
| 105.                                | Rolf Jaermann            | Suisse             | —               |
| 106.                                | Romāns Vainšteins        | Lettonie           | —               |
| 107.                                | Frédéric Moncassin       | France             | + 2 min 59 s    |
| 108.                                | Tristan Hoffman          | Pays-Bas           | —               |
| 109.                                | Tom Steels               | Belgique           | + 3 min 00 s    |
| 110.                                | Thomas Frischknecht      | Suisse             | + 4 min 08 s    |
| 111.                                | Danny Nelissen           | Pays-Bas           | + 4 min 12 s    |
| 112.                                | Cândido Barbosa          | Portugal           | + 7 min 33 s    |
| 113.                                | Yevgeny Golovanov        | Biélorussie        | + 11 min 42 s   |
| 114.                                | Pavel Zaduban            | Slovaquie          | —               |
| 115.                                | Hussein Monsalve         | Venezuela          | —               |
| 116.                                | Irving Aguilar           | Mexique            | + 11 min 43 s   |

## Abandons
| Albanie - Besnik Musai Argentine - Gustavo Artacho - Rubén Pegorín Arménie - Arsen Ghazaryan Aruba - Lucien Dirksz Bermudes - Elliot Hubbard Biélorussie - Aleksandr Sharapov - Oleg Bondarik - Vyacheslav German Brésil - Hernandes Quadri Júnior - Márcio May - Daniel Rogelim - Jamil Suaiden Îles Caïmans - Stefan Baraud Chili - Víctor Garrido Colombie - Dubán Ramírez - Raúl Montaña Équateur - Héctor Chiles - Pablo Caicedo - Pedro Rodríguez Estonie - Lauri Resik Grande-Bretagne - Brian Smith | Allemagne - Michael Rich - Uwe Peschel Guatemala - Anton Villatoro - Edvin Santos - Felipe López - Marlon Paniagua - Omar Ochoa Hong Kong - Wong Kam Po Hongrie - László Bodrogi Japon - Kazuyuki Manabe - Osamu Sumida Corée du Sud - Park Min-su (en) Libye - Yousef Shadi Lituanie - Raimondas Rumšas - Ivanas Romanovas - Linas Balčiūnas - Raimondas Vilčinskas Moldavie - Igor Pugaci - Ruslan Ivanov - Igor Bonciucov - Oleg Tonoritchi Mexique - Adan Juárez - Domingo González Mongolie - Dashnyam Tumur-Ochir Norvège - Svein-Gaute Hølestøl | Nouvelle-Zélande - Glen Mitchell - Scott Guyton - Brian Fowler Oman - Youssef Khanfar Al-Shakali Pologne - Dariusz Baranowski Portugal - José Azevedo Slovaquie - Róbert Nagy - Miroslav Lipták Suède - Michael Andersson Taipei chinois - Chen Chih-Hao Émirats arabes unis - Ali Sayed Darwish Ukraine - Mikhaylo Khalilov - Vladimir Poulnikov Uruguay - Gregorio Bare - Ricardo Guedes Venezuela - Manuel Guevara - Carlos Maya - José Balaustre - Ruben Abreu Zimbabwe - Timothy Jones |

## Sources
- (en) Cet article est partiellement ou en totalité issu de l’article de Wikipédia en anglais intitulé « Cycling at the 1996 Summer Olympics – Men's road race » (voir la liste des auteurs).
- Résultats complets